# Wielkość mierzona
Wielkość mierzona (mezurand) – określona wielkość fizyczna stanowiąca przedmiot pomiaru.
Celem pomiaru jest określenie wartości wielkości mierzonej. W realnych warunkach wynik pomiaru jest tylko pewnym przybliżeniem lub estymatą (oszacowaniem) wartości wielkości mierzonej. Dlatego też jest on pełny jeśli podamy także niepewność tej estymaty.
Definicja bądź specyfikacja wielkości mierzonej zależy w praktyce od wymaganej dokładności pomiaru. Dla danego pomiaru definicja powinna być jednoznaczna i kompletna, tzn. taka aby wynikiem pomiaru mogła być tylko jedna wartość tej wielkości.
W przeszłości tradycyjnie używanym przez metrologów terminem na określenie wielkości mierzonej była nazwa "wielkość prawdziwa". Można ją spotkać w wielu publikacjach dotyczących niepewności pomiaru. Ze względu na to, że "wielkość prawdziwa" jest pojęciem zbyt wyidealizowanym, obecnie odchodzi się od tej nazwy.